# مارك فيليبس (رياضي)
مارك فيليبس (بالإنجليزية: Mark Anthony Peter Phillips)‏ هو متسابق الحدث بريطاني، ولد في 22 سبتمبر 1948 في Tetbury ‏ في المملكة المتحدة.وهو الزوج السابق للأميرة آن ابنة الملكة اليزابيث الثانية 

## وصلات خارجية
- مارك فيليبس على موقع الاتحاد الدولي للفروسية (الإنجليزية)
- مارك فيليبس على موقع FEI (رابط بديل) (الإنجليزية)
- مارك فيليبس على موقع اللجنة الأولمبية الدولية (الإنجليزية)
- مارك فيليبس على موقع أوليمبيديا (الإنجليزية)
- مارك فيليبس على موقع اللجنة الأولمبية البريطانية (الإنجليزية)
- مارك فيليبس على موقع IMDb (الإنجليزية)